# نبرد مونتگیسارد
نبرد مونتگیسارد (انگلیسی: Battle of Montgisard)، نبردی است در ۲۵ نوامبر ۱۱۷۷ بین نیروهای صلیبی به رهبری بالدوین چهارم و ایوبیان به رهبری صلاح‌الدین ایوبی در نزدیکی رمله رخ داد. در این نبرد بالدوین با وجود اینکه تنها ۱۶ سال داشت ارتش ایوبیان را شکست داد و نبرد به پیروزی قاطعانه صلیبیون منجر شد